# 복면달호
《복면달호》는 2003년에 개봉한 대한민국의 영화이며 이덕화가 해당 영화로 스크린 복귀를 할 예정이었으나 KBS 1TV 드라마 대조영 녹화일과 겹쳐 고사했다.
아울러, 이경규가 제작 겸 연출을 맡으려 했지만 연출까지 하면 캐스팅이 안될 것 같아서 고사했다.

## 줄거리
나이트에서 밤무대에 서는 락커 지망생 봉달호. 그러던 어느날, 클럽에 손님으로 온 <큰소리 기획>이라는 회사의 장사장으로부터 길거리 캐스팅을 받았다. 드디어 락커의 꿈을 이루는가 싶어 내심 좋아했던 달호였지만 알고보니 <큰소리 기획>은 트로트 가수만 전문적으로 기획하는 회사였고 달호를 데려온 것도 그의 목소리에서 트로트 기질을 발견했기 때문이었다. 당황한 달호는 '자신은 트로트 가수는 죽어도 싫다'며 그냥 가려다가 같은 소속사 여가수 차서연의 얼굴을 보고는 첫눈에 반해 회사에 남는다. 이후 자신의 성 봉과 영어 단어 필(feel)을 합친 '봉필'이라는 예명으로 데뷔준비를 하지만 아무리 생각해도 트로트는 영 끌리지 않았다. 
그러다 첫 공중파 데뷔 무대가 코앞으로 다가온 순간, 뜻하지 않은 소동을 겪은 달호는 급하게 레슬러 복면을 쓰고 무대에 올라온다. 그런데 이 신비주의 컨셉이 대중들을 열광케 했고 달호는 하루아침에 인기가수가 된다. 하지만 인기가수가 됐다고 해서 무조건 좋기만 한 게 아니라는 걸 깨닫는데는 그리 오랜 시간이 걸리지 않았다. 라이벌 가수 나태승은 하루가 멀다 하고 달호를 압박했고 서연은 자신과 만나는 자리에까지 가면을 쓰고 나타나는 달호가 불편하다는 이유로 그를 멀리한다.
과연, 달호의 가수 인생은 어떤 결말을 낼 것인가.

## 캐스팅
- 차태현 : 봉달호 / 봉필 역
- 임채무 : 장준 사장 역
- 이소연 : 차서연 역
- 정석용 : 조승호 실장 역
- 이병준 : 나태송 역
- 박선우 : 태준아 역
- 박영서 : 해철 역
- 정승우 : 미남 역
- 윤홍규 : 명탁 역
- 이승훈 : 이대칠 역
- 최윤준 : 홍금만 역
- 안상윤 : 김상춘 역
- 조용준 : 서득남 역
- 조영호 : 김 PD 역
- 한정윤 : 무용수 1 역
- 박진영 : 무용수 2 역
- 이철희 : 웨이터 1 역
- 이두경 : 영업부장 1 역
- 이상호 : 영업부장 2 역
- 한정윤 : 무용수 1 역
- 정기섭 : 형사 역
- 서한국 : 시골장터 사회자 역
- 권유진 : 거산음반 직원 역
- 정석규 : 사진사 역
- 성인자 : 서연 모 역
- 유금 : 분장사 역
- 박진수 : FD 역
- 설지윤 : 마담 역
- 이하은 : 주점 아가씨 1 역
- 김지영 : 주점 아가씨 2 역
- 이시연 : 여대생 1 역
- 최현주 : 여대생 2 역
- 오지원 : 여대생 3 역
- 김유미 : 여대생 4 역
- 문희주 : 취객 1 / 2 역
- 임세미 : 최 회장 딸 역
- 이진목 : 모모 나이트 사장 역
- 채수미 : 어우동 1 역
- 백은정 : 어우동 2 역
- 유혜선 : 사진 녀 역
- 박성신 : 가야금 연주자 역
- 윤성규 : 레슬러 역
- 이정훈 : 남자 MC 1 역
- 우지은 : 여자 MC 1 역
- 곽지애 : 여자 MC 2 역
- 박아름 : 다방 아가씨 1 역
- 이장미 : 다방 아가씨 2 역
- 옐로우 푸퍼 : 홍대클럽 밴드 역
- 김형자 : 달호 모 역 (우정출연)
- 유정현 : 가요 시상식 MC 역 (우정출연)
- 배장수 : 연예부 기자 역 (우정출연)
- 김기현 : 최 회장 역 (특별출연)
- 이경규 : 엔딩 보컬 트레이너 역 (특별출연)
- 김익태 (특별출연)

## 수상
- 2007년 제3회 제천국제음악영화제 한국영화음악 스페셜
- 2007년 제4회 서강데뷔작영화제 데뷔작 특별 초청전
- 2007년 제1회 대한민국 영화연기대상 후보작
- 2016년 제14회 피렌체 한국영화제 상영작